# Tropidion bituberculatum
Tropidion bituberculatum är en skalbaggsart som först beskrevs av Audinet-serville 1834.  Tropidion bituberculatum ingår i släktet Tropidion och familjen långhorningar. Inga underarter finns listade i Catalogue of Life.